# Kantonsspital Baden

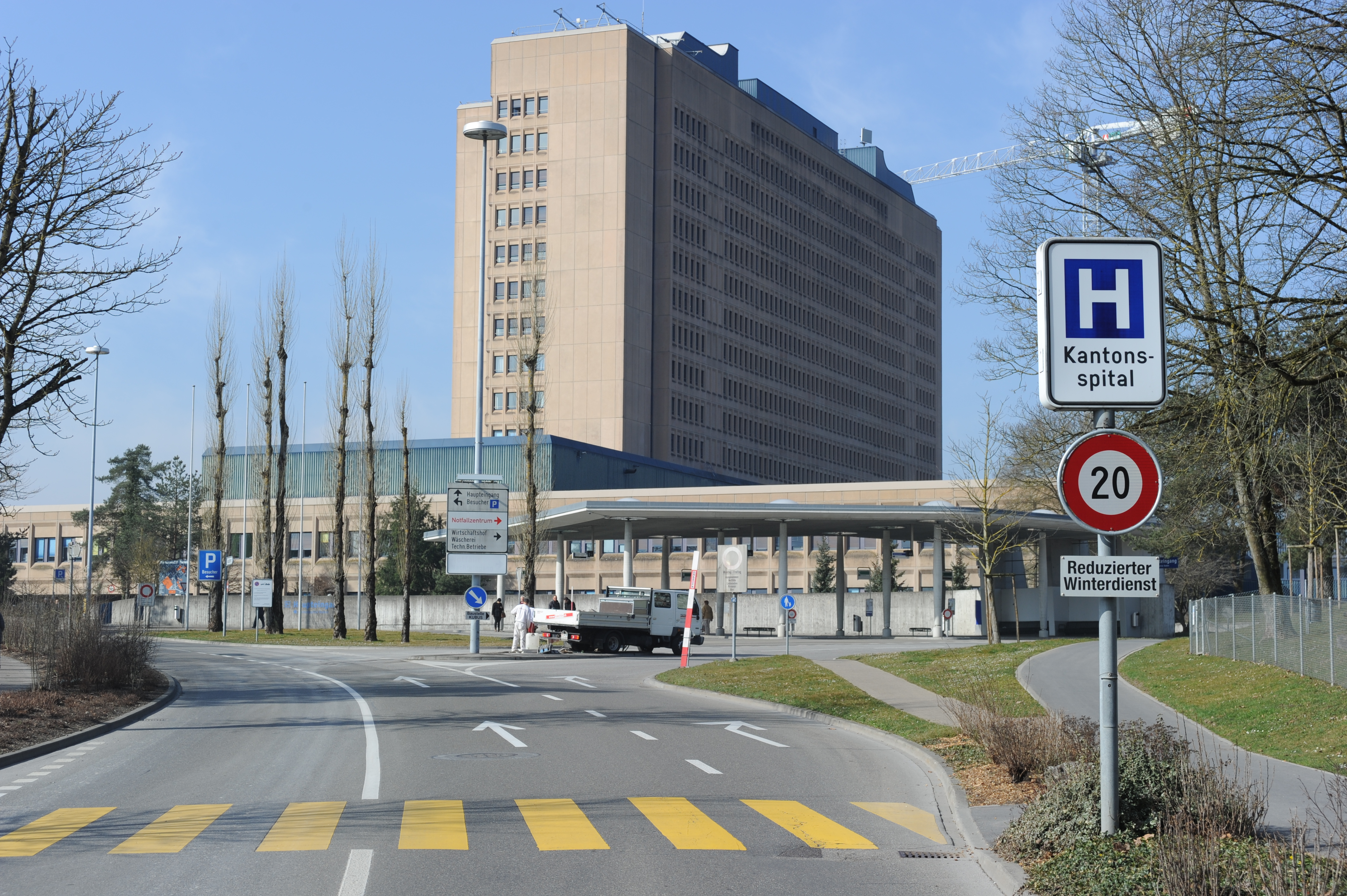
Kantonsspital Baden

Das Kantonsspital Baden (KSB) ist ein Krankenhaus in Baden im Kanton Aargau. Es befindet sich seit 1978 im Ortsteil Dättwil, nahe dem A1-Zubringer Baden-West. Das Kantonsspital ist eine Aktiengesellschaft im Besitz des Kantons Aargau und zählt über 3'500 Mitarbeiter. Es geht auf eine Stiftung der Königin Agnes von Ungarn in der Mitte des 14. Jahrhunderts zurück.

## Organisation
Das Kantonsspital Baden ist ein öffentliches Spital für alle Versicherungsklassen des Krankenversicherungsgesetzes und Selbstzahler. Organisiert ist es als Aktiengesellschaft. Sämtliche Aktien befinden sich im Besitz des Kantons Aargau.
Das KSB ist in neun Departemente gegliedert. Zum medizinischen Bereich gehören die Departemente Chirurgie, Innere Medizin, Pflege, Medizinische Dienste, Frauen und Kinder sowie die Anästhesie und Intensivmedizin. Auf Rettungs- und Notfälle spezialisiert ist das Interdisziplinare Notfallzentrum. Daneben gibt es acht interdisziplinäre medizinische Zentren (Adipositas-, Bewegungs-, Brust-, Blasen- und Beckenboden-, Darm-, Gefäss- und Tumor-Zentrum).
Mit dem Ärztezentrum Limmatfeld eröffnete das KSB 2015 eine Walk-in-Praxis in Dietikon. Ebenfalls zum KSB gehört das ehemalige Bezirksspital in Brugg. Abgesehen von seiner jetzigen Hauptfunktion als Pflegeheim ist es auch Standort für verschiedene ambulante Behandlungen. Dazu gehören nebst Radiologie, Onkologie und Hämatologie sowie Dialyse und Nephrologie auch chirurgische Eingriffe. Eine enge wissenschaftliche Kooperation besteht mit dem Universitätsspital Zürich und dem Paul Scherrer Institut. Im Bereich der Lehre und Forschung arbeitet das KSB auch mit der ETH Zürich zusammen. Deren Medizin-Lehrgang, der im Herbst 2017 lanciert wurde, startete im KSB.

## Statistik
Im Geschäftsjahr 2017 wurden 19'533 Patienten stationär behandelt, ein Zuwachs von 0,1 Prozent gegenüber 2016. Die durchschnittliche Aufenthaltsdauer betrug 5,9 Tage. Der Case Mix Index erreichte 0,987 und nahm, wie im Vorjahr, nochmals massiv zu. Dies ist ein Anzeichen, dass tendenziell medizinisch anspruchsvollere Fälle behandelt wurden. Die Bettenauslastung betrug 84,4 Prozent, womit das KSB über dem schweizweiten Durchschnitt lag. Im ambulanten Bereich wurden über 110'000 Patienten registriert. Finanziell hat das KSB im Geschäftsjahr 2017 einen Betriebsertrag von 354,5 Millionen Franken erwirtschaftet. Der EBITDA betrug 38,7 Millionen Franken, die EBITDA-Marge 10,9 %. Damit ist das KSB die einzige Spitalgesellschaft, welche die Zielvorgaben des Kantons Aargau (EBITDA-Marge von mindestens 10 %) seit Inkrafttreten der neuen Spitalfinanzierung im Jahr 2012 stets erreicht hat.
Mit über 2'200 Angestellten ist das KSB einer der grössten Arbeitgeber im Ostaargau. Der volkswirtschaftliche Nutzen des Spitalbetriebs beträgt rund 800 Millionen Franken pro Jahr.

## Neubauten

### Kubus

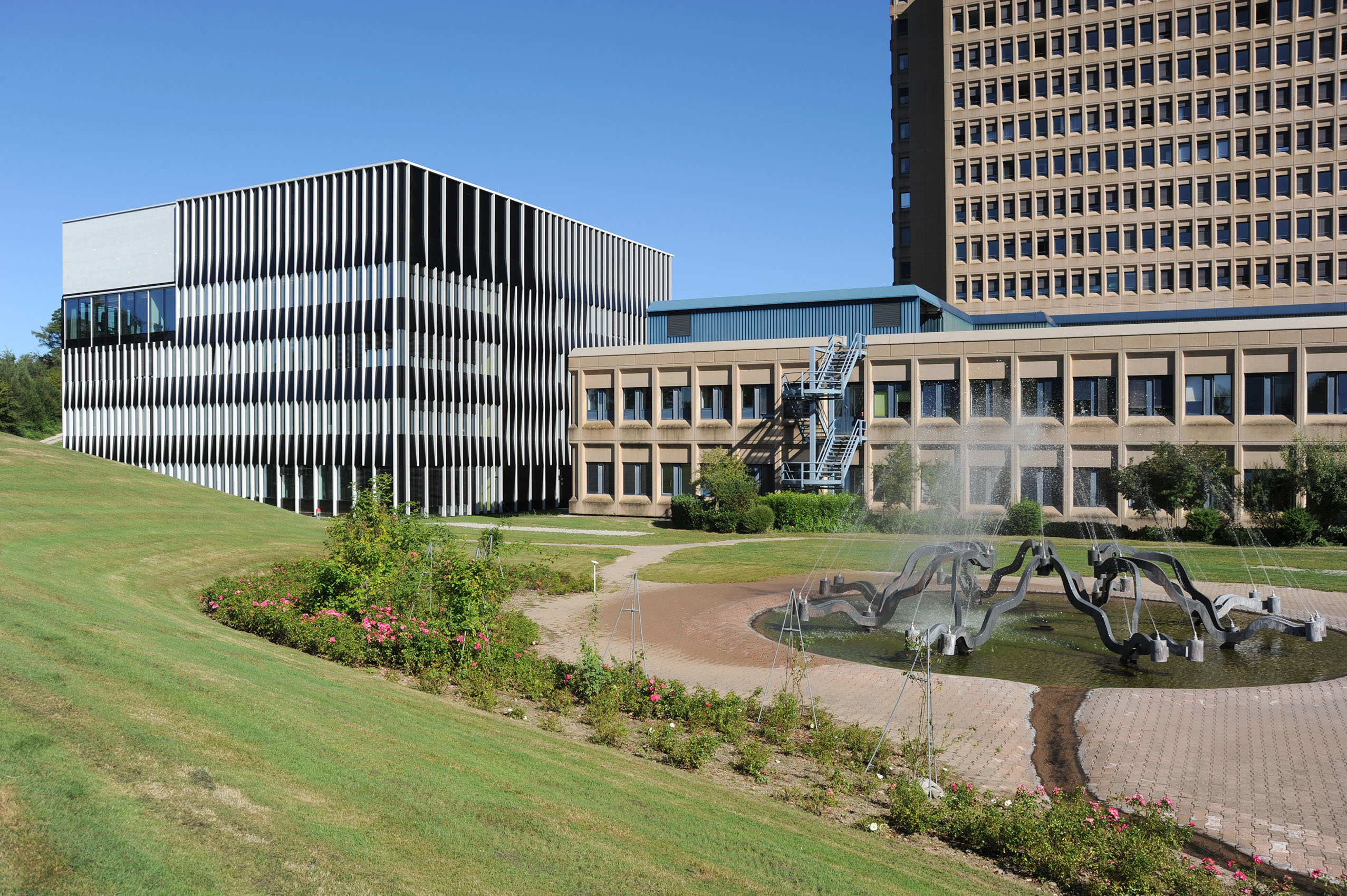
Alt und neu: die Tagesklinik Kubus neben dem Bettenhaus

Im August 2016 wurde die Tagesklinik KSB Kubus in Betrieb genommen. Die Kosten für den Neubau beliefen sich auf 42 Millionen Franken. Damit kommt das KSB dem politischen Grundsatz «ambulant vor stationär» nach. Im Radio-Onkologie Zentrum KSA-KSB im Erdgeschoss ist ein Linearbeschleuniger installiert, der Behandlungen nach neuesten Erkenntnissen der Strahlentherapie erlaubt. Ebenso werden in der Nephrologie im zweiten Stock des Kubus Dialysen vorgenommen.

### Partnerhaus

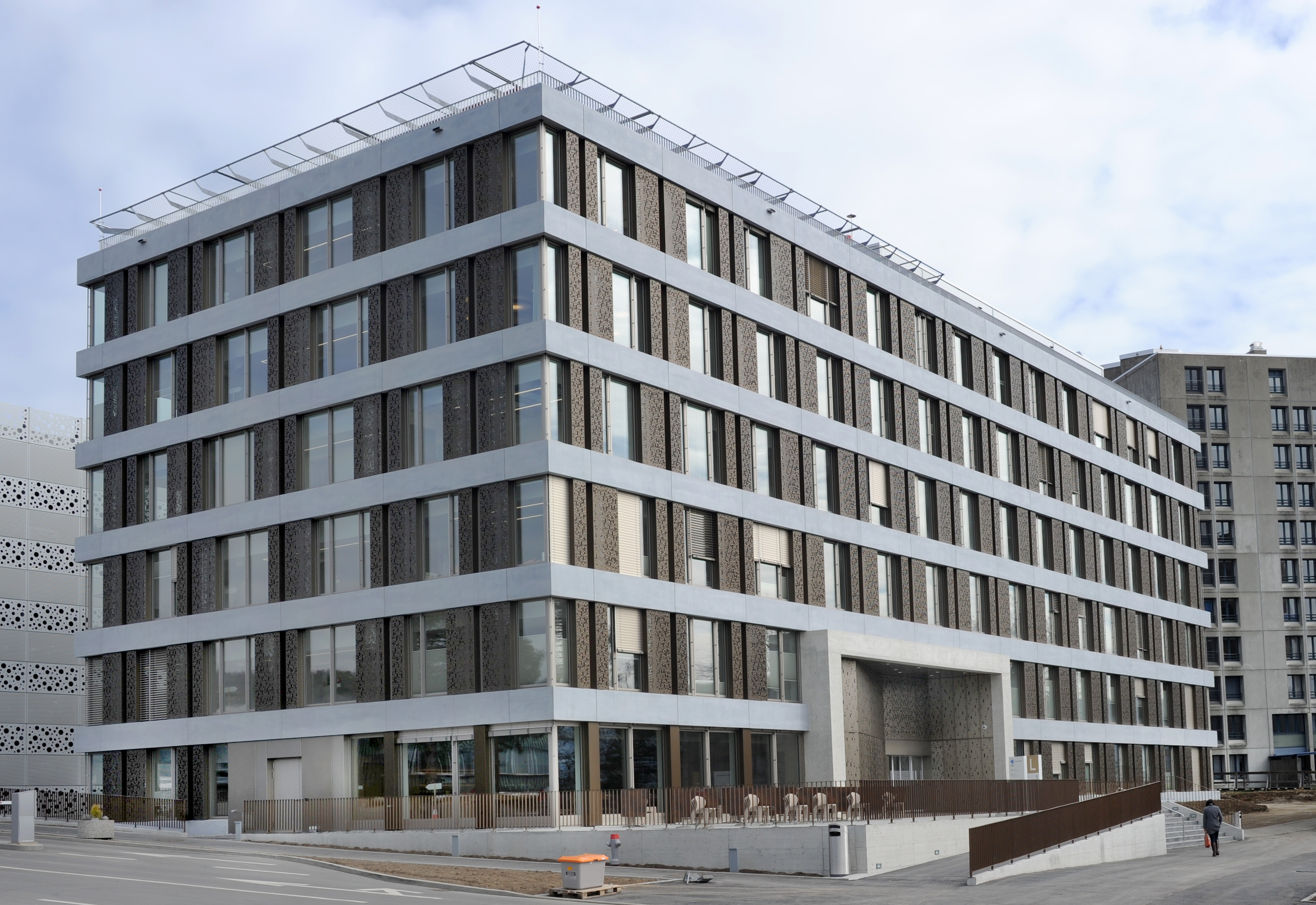
Das 2018 eröffnete KSB Partnerhaus

Als zweite Etappe der schrittweisen Modernisierung des KSB wurde im Frühjahr 2018 das Partnerhaus eröffnet. In dem vom Architekturbüro Itten und Brechbühl geplanten Neubau werden verschiedene Untersuchungs- und Behandlungseinheiten in einem einzigen Gebäude zusammengefasst, um Behandlungssynergien und Prozesse zu verbessern. Das Gebäude besteht aus sieben Geschossen, davon werden vier für Klinikbüros und Untersuchungsräume genutzt. In den obersten zwei Stockwerken ist die private RehaClinic AG aus Bad Zurzach untergebracht. Im dritten Stock findet man die Balgrist PartnerOrtho, die führende Herstellerin orthopädischer Hilfsmittel. Die Lungenliga Aargau und die Psychiatrische Dienste Aargau haben Zweigstellen im ersten Stock eröffnet. Dazu sind verschiedene ambulant ausgerichtete Fachbereiche sowie das Caffè Orizzonte im KSB Partnerhaus untergebracht.

### Neubau Agnes
Da das alte Hauptgebäude den Anforderungen der modernen Medizin immer weniger genügte, plante das KSB einen auf 450 Millionen Franken veranschlagten Neubau. Der Spatenstich fand am 31. August 2018 statt, der Bezug war für 2022 vorgesehen. Im Februar 2025 konnte der Neubau dann schliesslich bezogen werden. Wann das alte Spitalgebäude abgebrochen wird, ist noch offen.
Für den Neubau kamen sechs Projekte in die engere Wahl, am überzeugendsten war der Entwurf «Agnes» der Architekten Nickl+Partner aus Zürich. Der Projektname «Agnes» ist eine Hommage an Agnes von Ungarn, die Tochter des 1308 bei Windisch ermordeten Königs Albrecht, dessen Witwe zu seinem Gedenken das Kloster Königsfelden stiftete.
Obwohl man für Baden mit einem überdurchschnittlichen Nachfragewachstum rechnet, wird die Kapazität mit dem Spitalneubau von heute rund 370 auf rund 400 Betten nur geringfügig erweitert. Das trägt auch dem Umstand Rechnung, dass die durchschnittliche Spitalaufenthaltsdauer in den letzten Jahren markant gesunken ist und dass das Prinzip "ambulant vor stationär" forciert wird.
Der Neubau hat einen modularen Charakter, was einerseits flexible Erweiterungen ermöglicht und anderseits die Erneuerung einzelner Gebäudeteile unabhängig vom restlichen Spitalkomplex erlaubt.

## Geschichte
Agnes von Ungarn, Witwe des ungarischen Königs Andreas III. und Tochter des deutschen Königs Albrecht I. stiftete im Jahr 1349 das nach ihr benannte Agnesspital in der Stadt Baden. Es befand sich gegenüber der katholischen Pfarrkirche und diente gleichzeitig als Armen- und Krankenhaus. Agnes’ Bruder, Herzog Albrecht II., gewährte dem Spital 1354 Steuerfreiheit.
Einkünfte bezog das Spital aus zahlreichen Schenkungen, so z. B. die Pfarreien Göslikon, Fislisbach, Rohrdorf (mit Bellikon, Niederrohrdorf, Oberrohrdorf und Stetten) und Steinmaur (mit Stadel, Windlach, Fisibach und Dielsdorf). Mit der Zeit wandelte sich das Spital entgegen dem Stiftungszweck zu einem Altersasyl, das nur für wohlhabende Stadtbürger erschwinglich war. Die Armen und Kranken wurden ins Siechenhaus an der Strasse nach Wettingen abgeschoben.
Das Agnesspital in der Badener Altstadt wurde 1863 abgebrochen. 1888 beschloss der Stadtrat, das Siechenhaus zu einem Krankenhaus auszubauen (Patienten mit ansteckenden Krankheiten brachte man im Landvogteischloss unter). Das Krankenhaus genügte den wachsenden Bedürfnissen bald nicht mehr. Aus diesem Grund beschloss die Gemeinde 1909 den Bau eines neuen Stadtspitals an der Wettingerstrasse. Der Elektrotechnikkonzern Brown, Boveri & Cie. übernahm einen Sechstel der Baukosten. Das zweistöckige Gebäude wurde am 1. August 1912 eröffnet.
Mit der Zeit übernahm das Badener Stadtspital immer mehr Aufgaben. Mit dem rasanten Bevölkerungswachstum ab den 1950er-Jahren konnte es nicht mithalten und hatte immer mehr mit Kapazitätsengpässen zu kämpfen. Mit dem Spitalgesetz von 1964 schuf der Grosse Rat die Grundlage für die Schaffung eines zweiten Kantonsspitals im Aargau. Geplant war die Errichtung eines Neubaus in Dättwil mit 580 Betten, um den chronischen Platzmangel zu beheben.
Nach der Redimensionierung des Projekts auf 400 Betten erfolgte am 6. Oktober 1972 der Spatenstich. Als Anlage «auf der grünen Wiese» war das neue Kantonsspital in vielen Belangen ein Pilotbetrieb, da die Betriebsabläufe in einem einzigen Gebäude zusammengefasst werden konnten. Es wurde am 1. September 1978 in Betrieb genommen. Einen Monat früher war das alte Badener Stadtspital geschlossen worden; die Räumlichkeiten dienen seither als Pflegeheim.